# Arnold-Janssen-Kirche (Goch)

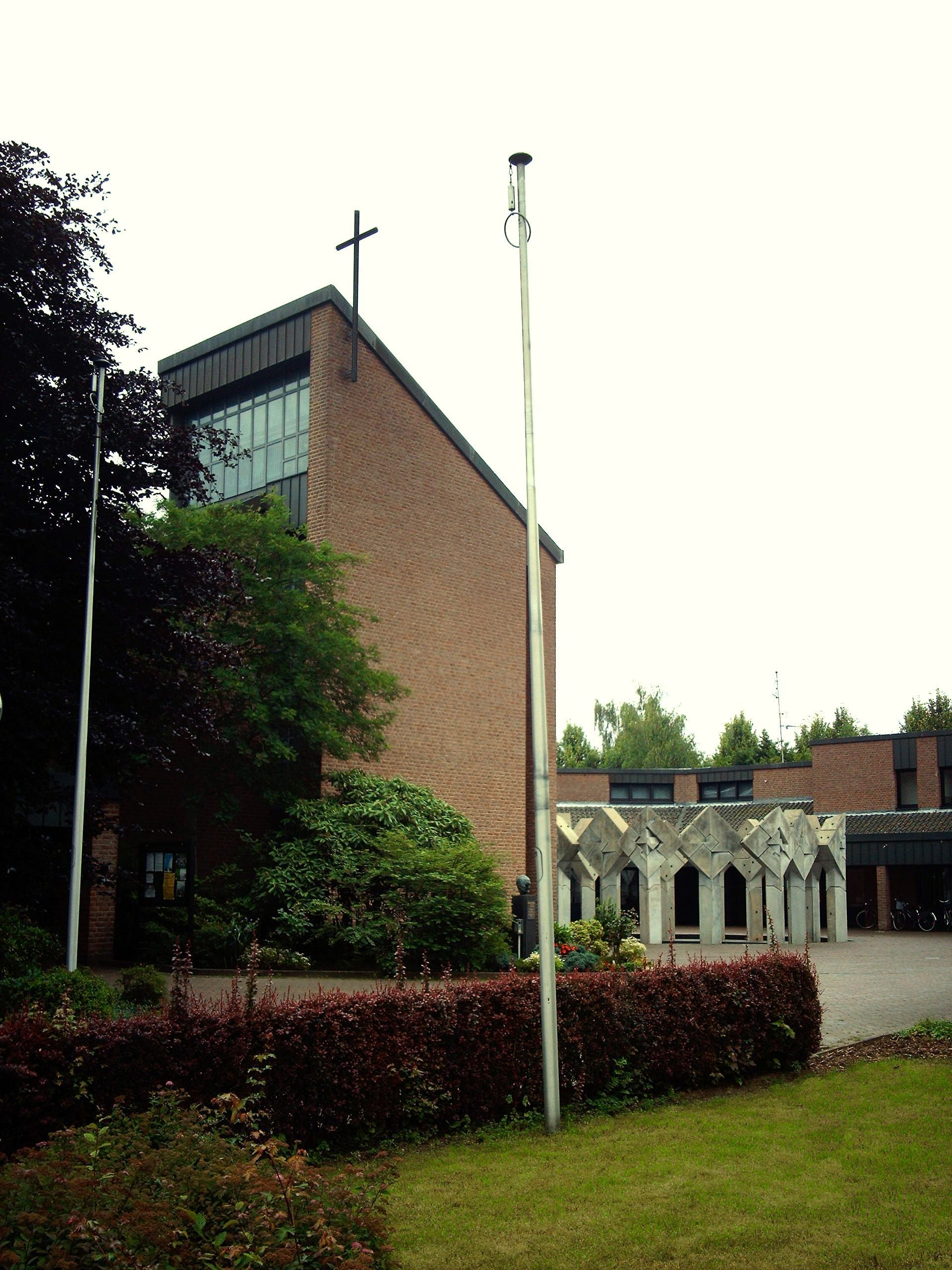
Blick aus nördlicher Richtung auf die Arnold-Janssen-Kirche und auf die 16 Stelen

Die Arnold-Janssen-Kirche ist eine römisch-katholische Pfarrkirche in Goch.

## Geschichte
Die Arnold-Janssen-Pfarrkirche wurde 1981 erbaut und 1982 konsekriert. Namensgeber ist der am 5. November 1837 geborene Arnold Janssen, der am 5. Oktober 2003 heiliggesprochen wurde. Er ist Gründer der weltweit verbreiteten Orden Gesellschaft des Göttlichen Wortes, der Steyler Missionsschwestern und der Steyler Anbetungsschwestern.
Der Bau der Kirche bzw. die Gründung der korrespondierenden Gemeinde geht auf eine Aufgabe zurück, die Papst Paul VI. anlässlich der Seligsprechung von Arnold Janssen formuliert hatte: „Ihr in Goch müsst das Andenken des größten Missionars des 19. Jahrhunderts immer hochhalten. Sorgt dafür, dass er bekannt wird.“

## Architektur

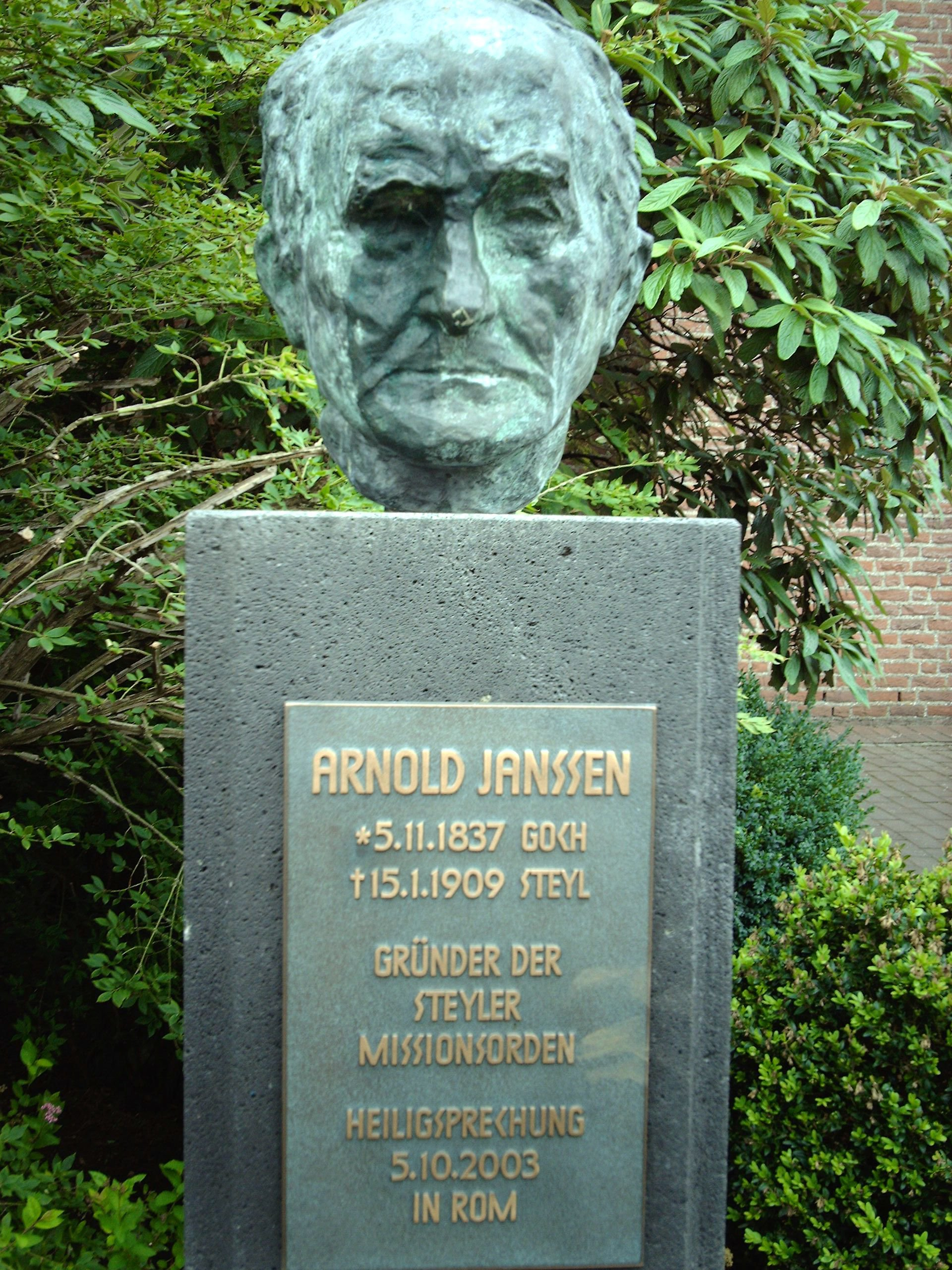
Die Büste des Heiligen Arnold Janssen auf dem Kirchplatz

Der Entwurf der Kirche stammt von der Planungsgemeinschaft der Architekten Johannes Heimbach, Hannes Hermanns und Heinz Wrede. Für die künstlerische Ausgestaltung waren Klos und Kuhn verantwortlich. Um die Verbindung zu Arnold Janssen zu untermauern, fanden drei Motive häufig Verwendung, das Quadrat als Ausdruck der Beständigkeit und Uneinnehmbarkeit der Stadt Gottes, der Regenbogen als Zeichen des Bundes von Gott und den Menschen und der Kristall als Bild für das Gottesreich.

## Orgeln
Die Arnold-Janssen-Kirche besitzt zwei Orgeln. Die Hauptorgel steht mit 25 Registern auf zwei Manualen und Pedal vorne rechts im Kirchenraum. Sie wurde 1985 von der Firma Seifert gebaut. Ein zweites kleines Positiv der Firma Schmidt besitzt 3 Register auf einem Manual. Es wurde ebenfalls 1985 erbaut.

### Disposition der Hauptorgel
| I Hauptwerk C–a3 |              |        |
| 1.               | Bordun       | 16′    |
| 2.               | Principal    | 8′     |
| 3.               | Rohrflöte    | 8′     |
| 4.               | Octave       | 4′     |
| 5.               | Gedacktflöte | 4′     |
| 6.               | Quinte       | 2 ⁄3′  |
| 7.               | Octave       | 2′     |
| 8.               | Terz         | 1 3⁄5′ |
| 9.               | Mixtur IV    | 1 ⁄3′  |
| 10.              | Trompete     | 8′     |
|                  | Tremulant    |        |

| II Schwellwerk C–a3 |                |       |
| 11.                 | Holzflöte      | ′     |
| 12.                 | Gamba          | 8′    |
| 13.                 | Vox coelestis  | 8′    |
| 14.                 | Principal      | 4′    |
| 15.                 | Traversflöte   | 4′    |
| 16.                 | Flachflöte     | 2′    |
| 17.                 | Sesquialter II | 2 ⁄3′ |
| 18.                 | Mixtur IV      | 2′    |
| 19.                 | Basson         | 16′   |
| 20.                 | Hautbois       | 8′    |
|                     | Tremulant      |       |

| Pedal C–f1 |            |     |
| 21.        | Subbaß     | 16′ |
| 22.        | Oktavbaß   | 8′  |
| 23.        | Gedacktbaß | 8′  |
| 24.        | Octave     | 4′  |
| 25.        | Posaune    | 16′ |

- Koppeln: II/I, I/P, II/P
- Spielhilfen:

### Schmidt-Positiv
| Manual C–f3 |             |    |
| 1.          | Holzgedackt | 8' |
| 2.          | Rohrflöte   | 4' |
| 3.          | Principal   | 2' |

## Kirche, Kirchhof und Pfarrhaus
Das „Kirchengelände“ besteht aus der eigentlichen Kirche, dem Kirchhof und dem Pfarrhaus.
Die Kirche selbst fällt einerseits auf durch facettenreiche Fenster. So sind beispielsweise einige Fenster nach Bildern gestaltet worden, die Kinder zu biblischen Themen entworfen haben. Andererseits sind der besondere Altarort mit Altar, Kreuz, Tabernakel und Ambo sowie der Kreuzgang erwähnenswert. Die Orgel wurde 1985 installiert.
Auf dem Kirchhof befindet sich ein Stelenkranz, dessen Mitte ein Brunnen ziert. Er selbst besteht aus 16 Betonstelen, die die Steyler Ordensgemeinschaften weltweit repräsentieren.

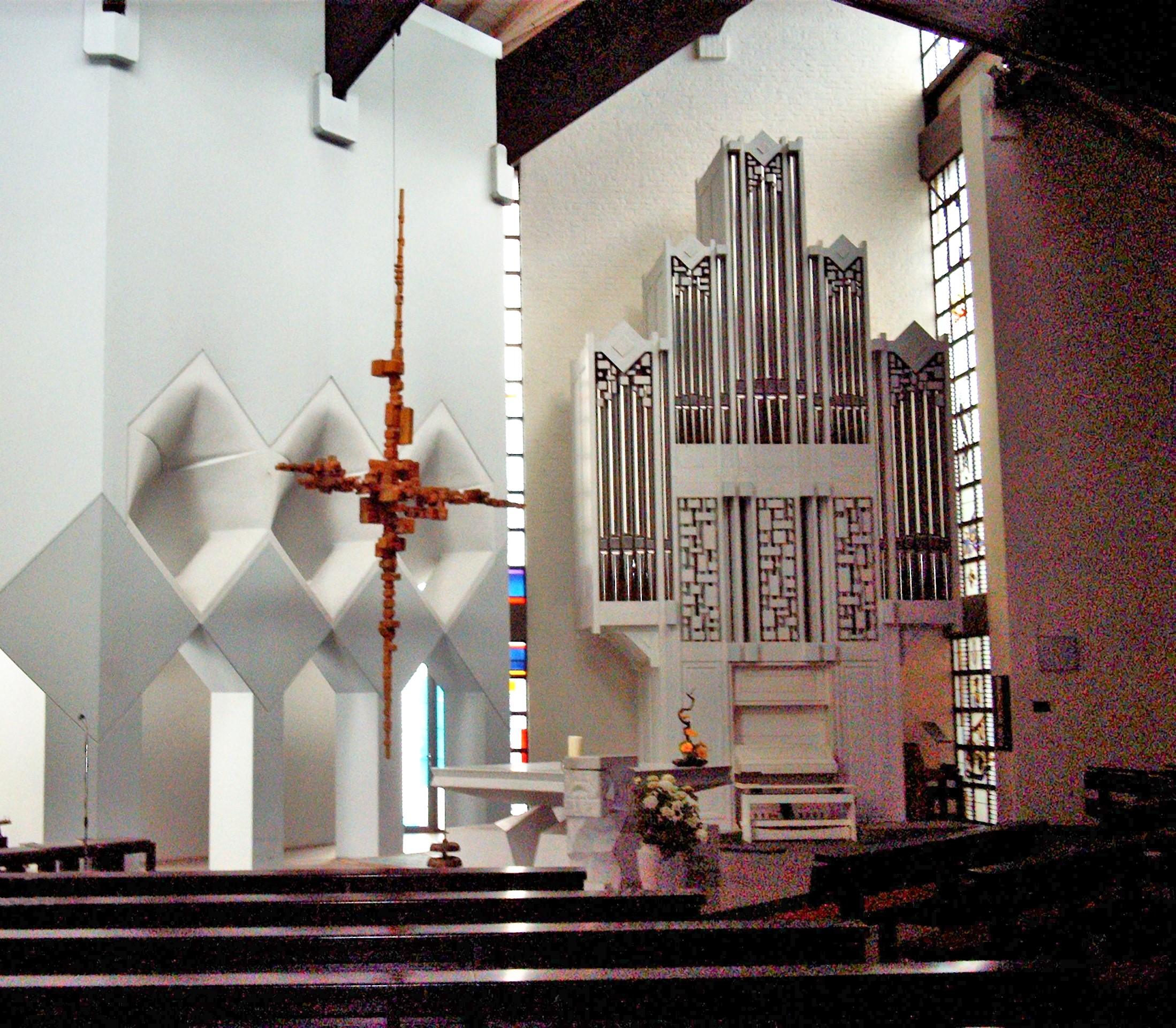
Blick auf den Altarort
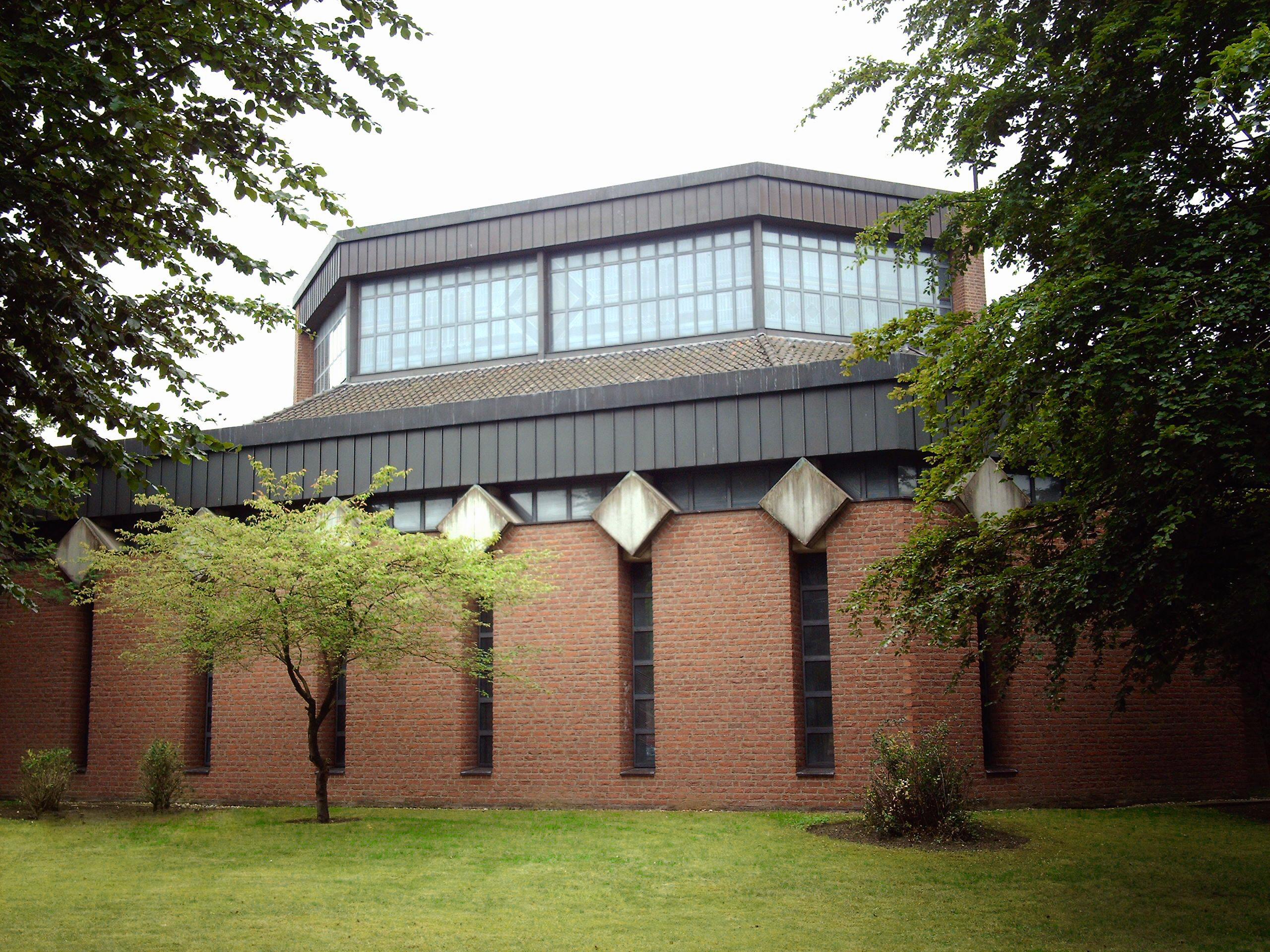
Ansicht der Kirche von Osten
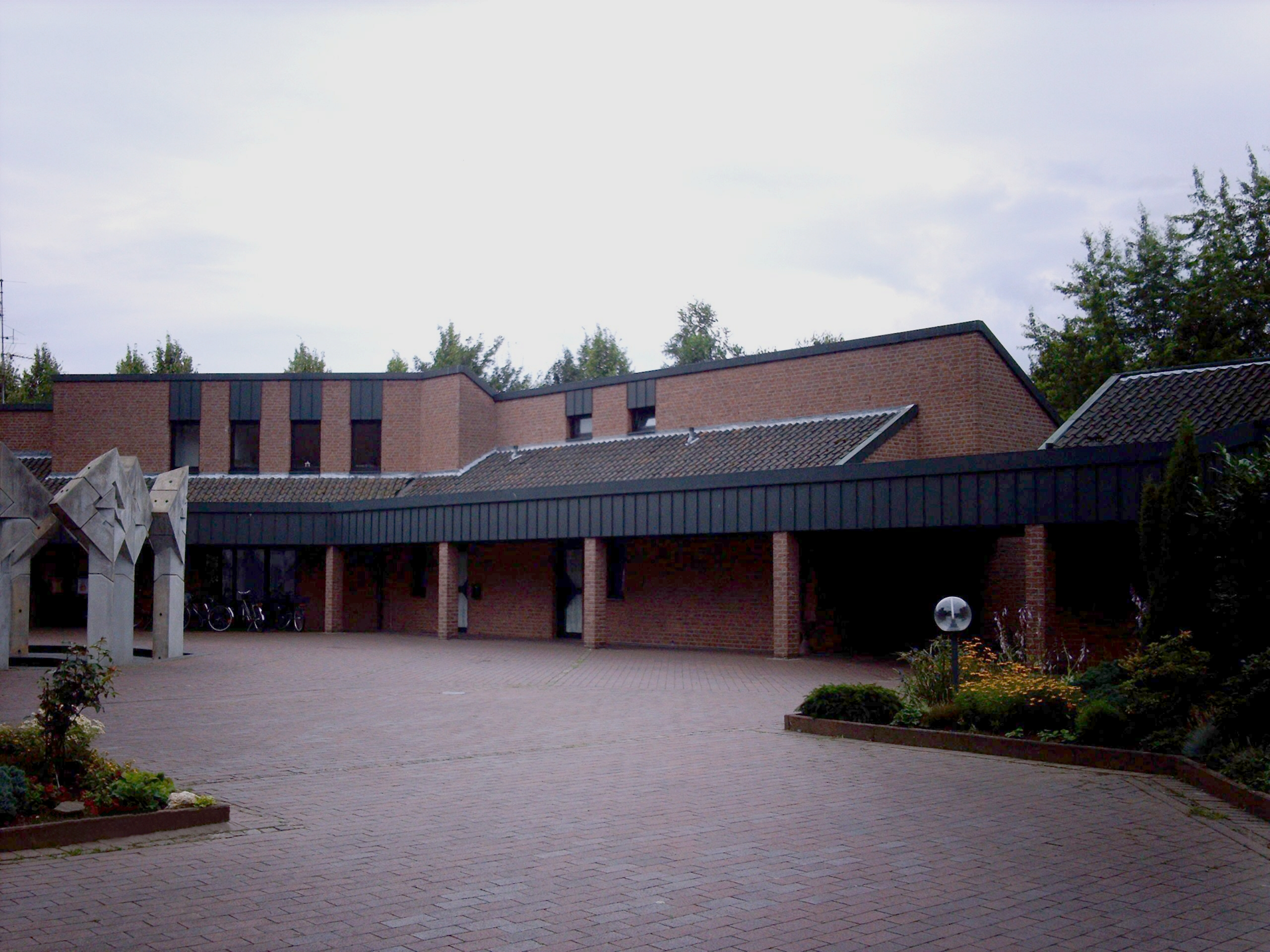
Kirchhof und Pfarrhaus